# قرار مجلس الأمن التابع للأمم المتحدة رقم 417
قرار مجلس الأمن التابع للأمم المتحدة رقم 417، الذي تم تبنيه في 31 أكتوبر 1977، بعد إعادة التأكيد على القرار 392 (1976)، أدان المجلس القمع المستمر ضد السود وغيرهم من المعارضين للفصل العنصري، وكذلك وسائل الإعلام في جنوب أفريقيا والوفيات المتزايدة من المحتجزين. وتوقع المجلس أن يؤدي استمرار مثل هذه الأنشطة إلى صراع عنصري خطير له تداعيات دولية.
ولذلك طالب القرار حكومة جنوب أفريقيا بما يلي:
(أ) إنهاء العنف ضد معارضي الفصل العنصري؛
(ب) إطلاق سراح جميع الأشخاص المحتجزين بموجب قوانين الأمن التعسفية؛
(ج) وقف ردها العنيف على المظاهرات ضد الفصل العنصري؛
(د) رفع الحظر عن وسائل الإعلام المناهضة للفصل العنصري؛
(ه) إلغاء «نظام التعليم البانتو» والبانتوستانات.
ومضى القرار ليطلب من الدول الأعضاء دعم القرار وتقديم المساعدة لأولئك الفارين من جنوب أفريقيا. كما طلب من الأمين العام كورت فالدهايم، إلى جانب اللجنة الخاصة لمناهضة الفصل العنصري، مراقبة الوضع وإصدار تقرير حول تنفيذ القرار بحلول 17 فبراير 1978.
الاجتماع الذي دعت إليه تونس في ظل الإجراءات القمعية التي اتخذتها جنوب إفريقيا، تبنى القرار بالإجماع. ورُفضت ثلاثة مشاريع قرارات سابقة لاعتراضات بعض الأعضاء الدائمين في المجلس.

## روابط خارجية
- نص القرار في undocs.org